# Laguna de Alchichica
La laguna de Alchichica, también llamada lago Alchichica, es un lago salino alcalino tipo axalapasco en un Maar con 60 metros de profundidad, una extensión de agua acumulada con alto grado de salinidad (13g/L) y altas concentraciones de magnesio, es un lago cráter volcánico, en México. Se localiza en las coordenadas (19°24′49.64″ de Latitud Norte y 97°24′13.24″ Longitud Oeste, en la parte central de la cuenca Libres–Oriental, Puebla. Situado sobre un acuífero libre constituido por sedimentos tales como arena (gruesa, media y fina), arcillas, arena arcillosa, lutita y caliza.

## Hidrodinámica del lago Alchichica
El lago es monomíctico, es decir que el lago sufre una mezcla desde finales de diciembre hasta principios de marzo (durante la estación fría y seca), posteriormente el lago permanece estratificado durante el resto del año desde finales marzo a principios de diciembre (durante la estación cálida y lluviosa).
El inicio de la estratificacion térmica comienza  a medida que disminuye el estrés por viento y se rompe la temperatura mínima, a inicio de la temporada de lluvias. Una termoclina completamente establecida y duradera se puede observar de junio a septiembre, esta termoclina se debilita progresivamente en octubre hasta que desaparezca por completo en diciembre. La circulación dura de enero a febrero, forzada por la estación seca constante y los vientos del norte.

## Ecología del lago Alchichica

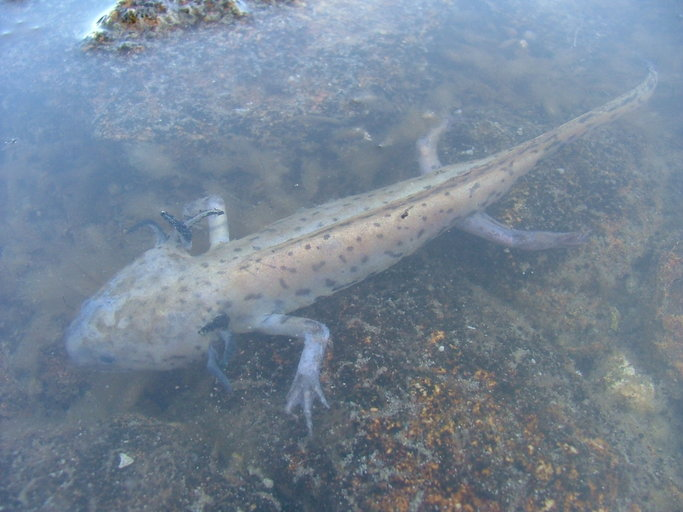
Ajolote de Alchichica (Ambystoma taylori) en la Laguna de Alchichica.

En la laguna habitan especies consideradas microendémicas: Cyclotella alchichicana, una diatomea que se encuentra en el plancton; los crustáceos Caecidotea williamsi y Leptodiaptomus garciae; el pez Poblana alchichica (charal de Alchichica); y el anfibio Ambystoma taylori (ajolote de Alchichica o salamandra de Taylor). Los dos últimos están enlistados en la NOM-059-SEMARNAT-2010, el primero en la categoría de especie Amenazada (A), y la segunda en la categoría Sujeta a protección especial (Pr).
Se han documentado proliferación o blooms de cianobacterias tipo Nostocales como Nodularia spumigenea en la temporada de mezcla, con duraciones de 7 a 15 días ,seguidas por afloramientos de copépodos como Leptodiaptomus novamexicanus.

## Estromatolitos

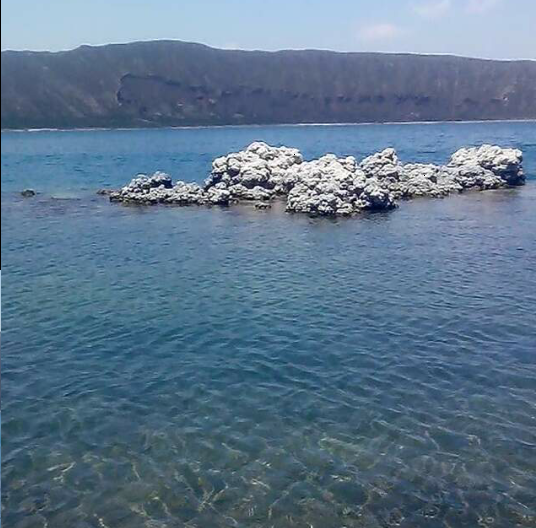
Microbialitos en la laguna de Alchichica

El lago se caracteriza por sus estructuras carbonatadas o tufas que sobresalen y se encuentran dentro del mismo, similares a los arrecifes coralinos, que conforman un anillo casi continuo paralelo a la línea de la costa. Estas estructuras son estromatolitos o microbialitos, en específico trombolitos. Los microorganismos, en estas  estructuras son principalmente cianobacterias, que se  desarrollan en capas. Se ha descrito que las cianobacterias de esta laguna son únicas en su tipo. 
Estudios han descrito que existen 2 principales tipos de morfologías de microbialitos: Cerca de la costa se forman domos ricos en aragonita, datados en 1100 años, por otro lado, dentro del lago se forman estructuras esponjosas tromboliticas ricas en hidromagnesita, huntita y calcita datadas en 2800 años. Se cree que estas diferentes morfologías y generaciones son resultado de diferentes etapas de desecación por evaporación y flujos de agua subterránea.
También se ha documentado una gran diversidad de Proteobacterias y cianobacterias en el lago. Se ha observado que existe una distribución diferencial de las comunidades microbianas, en un gradiente de profundidad. Estos cambios en función de la profundidad también están asociados a una pigmentación cambiante de las microbialitas, donde las microbialitas más superficiales presentan coloraciones verdes amarillentas y las más profundas presentan coloraciones rojizas anaranjadas.

## Leyendas
En torno a la laguna de Alchichica, los lugareños han creado numerosas leyendas, entre ellas destacan, una profundidad sin límite; mantiene una conexión con el mar; es el hogar de monstruos mitológicos y es visitada por ovnis, la habitan una especie de gusanos gigantes y salen naves brillantes de día y de noche; así como por extraterrestres, entre muchas otras historias, también cuentan los lugareños que se formó por un meteorito que impactó en ese lugar.